# Колбенки
Колбенки — деревня в Юкаменском районе Удмуртии, в составе Юкаменского сельского поселения.

## География
Улицы:
- Прудовая

## Население
Численность постоянного населения деревни составляет 19 человек (2007).